# Phaneroptera bivittata
Phaneroptera bivittata är en insektsart som beskrevs av Bei-bienko 1954. Phaneroptera bivittata ingår i släktet Phaneroptera och familjen vårtbitare. Inga underarter finns listade i Catalogue of Life.